# Lògica difusa
La lògica difusa, lògica heurística, lògica borrosa (en anglès fuzzy) es basa, com a posició diferencial, en allò relatiu respecte al que s'ha observat. Aquest tipus de lògica pren dos valors aleatoris, però contextualitzats i referits entre si. Així, per exemple, una persona que mesuri 2 metres és clarament una persona alta, si prèviament s'ha pres el valor de persona baixa i s'ha establert en 1 metre. Ambdós valors estan contextualitzats a persones i referits a una mesura mètrica lineal.
És una forma de lògica polivalent, es basa en el raonament, que és aproximat en lloc de fix i exacte. En contrast amb la teoria de la lògica tradicional que estableix, que un conjunt binari té dos valors lògics: veritable o fals, les variables de la lògica difusa poden tenir un valor de veritat que varia entre 0 i 1. La lògica difusa ha estat ampliada per incloure el concepte de veritat parcial, on el valor veritable pot oscil·lar entre completament veritable i completament fals.
Fou introduïda pel matemàtic àzeri-estatunidenc Lotfi Asker Zadeh l'any 1965.

## Funcionament
La lògica difusa s'adapta millor al món real en què vivim, i fins i tot pot comprendre i funcionar amb les nostres expressions, del tipus "fa molta calor", "no és molt alt", "el ritme del cor està una mica accelerat", etc.
La clau d'aquesta adaptació al llenguatge es basa a comprendre els quantificadors del nostre llenguatge (en els exemples de dalt "molt", "molt" i "una mica").
En la teoria de conjunts difusos es defineixen també les operacions d'unió, intersecció, diferència, negació o complement, i altres operacions sobre conjunts (vegeu també subconjunt difús), en què es basa aquesta lògica.
Per a cada conjunt difús hi ha associada una funció de pertinença per als seus elements que indica en quina mesura l'element forma part d'aquest conjunt difús. Les formes de les funcions de pertinença més típiques són trapezoïdal, lineal i corba.
Es basa en regles heurístiques de la forma  SI (antecedent) LLAVORS (conseqüent) , on l'antecedent i el conseqüent són també conjunts difusos, ja siguin purs o el resultat d'operar amb ells. Serveixin com a exemples de regla heurística per a aquesta lògica (noti's la importància de les paraules "moltíssim", "dràsticament", "una mica" i "lleument" per a la lògica difusa):
- SI fa moltíssima calor LLAVORS disminuir dràsticament la temperatura.
- SI estic arribant una mica tard LLAVORS augmentar lleument la velocitat.

Els mètodes d'inferència per a aquesta base de regles han de ser simples, ràpids i eficaços. Els resultats d'aquests mètodes són una àrea final, fruit d'un conjunt d'àrees solapades entre si (cada àrea és resultat d'una regla d'inferència). Per escollir una sortida concreta a partir de tanta premissa difusa, el mètode més utilitzat és el del  centroide , en què la sortida final serà el centre de gravetat de l'àrea total resultant.
Les regles de què disposa el motor d'inferència d'un sistema difús poden ser formulades per experts, o bé apreses pel mateix sistema, fent ús en aquest cas de xarxes neuronals per enfortir les futures preses de decisions.
Les dades d'entrada solen ser recollides per sensors que mesuren les variables d'entrada d'un sistema. El motor d'inferències es basa en  xips difusos , que estan augmentant exponencialment la seva capacitat de processament de regles any rere any.
Un esquema de funcionament típic per a un sistema difús podria ser de la següent manera:

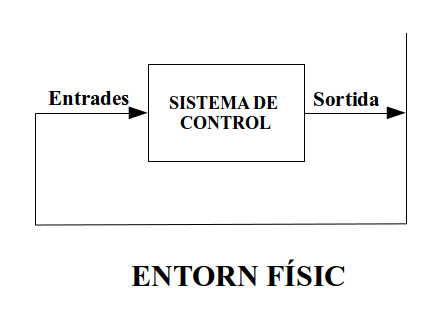
Funcionament d'un sistema de control difús.

A la figura, el sistema de control fa els càlculs amb base a les seves regles heurístiques, comentades anteriorment. La sortida final actuaria sobre l'entorn físic, i els valors sobre l'entorn físic de les noves entrades (modificat per la sortida del sistema de control) serien preses per sensors del sistema.
Per exemple, imaginant que el nostre sistema difús fos el climatitzador d'un cotxe que s'autoregula segons les necessitats: Els xips difusos del climatitzador recullen les dades d'entrada, que en aquest cas bé podrien ser la temperatura i la humitat, simplement. Aquestes dades se sotmeten a les regles del motor d'inferència (com s'ha comentat abans, de la forma SI ... LLAVORS ...), resultant una àrea de resultats. D'aquesta àrea s'escollirà el centre de gravetat, proporcionant com a sortida. Depenent del resultat, el climatitzador podria augmentar la temperatura o disminuir-la, depenent del grau de la sortida.

## Aplicacions
La lògica difusa s'utilitza quan la complexitat del procés en qüestió és molt alta i no hi ha models matemàtics necessaris, per a processos altament no lineals que s'emboliquen definicions i coneixement no estrictament definit (imprecís o subjectiu).
En canvi, no és una bona idea usar quan algun model matemàtic ja soluciona eficientment el problema, quan els problemes són lineals o quan no tenen solució.
Aquesta tècnica s'ha emprat amb força èxit en la indústria, principalment al Japó, i cada vegada s'està utilitzant en gran multitud de camps. La primera vegada que es va usar de manera important va ser al metro japonès, amb excel·lents resultats. A continuació es citen alguns exemples de la seva aplicació:
- Sistemes de control de condicionadors d'aire
- Sistemes de focus automàtic a càmeres fotogràfiques
- Electrodomèstics familiars (frigorífics, rentadores ...)
- Optimització de sistemes de control industrials
- Sistemes de reconeixement d'escriptura
- Millora en l'eficiència de l'ús de combustible en motors
- Sistemes experts del coneixement (simular el comportament d'un expert humà)
- Tecnologia informàtica
- Bases de dades difuses: emmagatzemar i consultar informació imprecisa. Per a aquest punt, per exemple, hi ha el llenguatge FSQL.
- ... I, en general, en la gran majoria dels sistemes de control que no depenen d'un Sí/No.

### Lògica difusa en intel·ligència artificial
A intel·ligència artificial, la lògica difusa, o lògica borrosa s'utilitza per a la resolució d'una varietat de problemes, principalment els relacionats amb control de processos industrials complexos i sistemes de decisió en general, la resolució la compressió de dades. Els sistemes de lògica difusa estan també molt estesos en la tecnologia quotidiana, per exemple en càmeres digitals, sistemes d'aire condicionat, rentadores, etc. Els sistemes basats en lògica difusa imiten la forma en què prenen decisions els humans, amb l'avantatge de ser molt més ràpids. Aquests sistemes són generalment robusts i tolerants a imprecisions i sorolls en les dades d'entrada. Alguns llenguatges de programació lògica que han incorporat la lògica difusa serien ara les diverses implementacions de Fuzzy PROLOG o el llenguatge Fril.
Consisteix en l'aplicació de la lògica difusa amb la intenció d'imitar el raonament humà en la programació d'ordinadors. Amb la lògica convencional, els ordinadors poden manipular valors estrictament duals, com a veritable/fals, sí/no o lligat/deslligat. A la lògica difusa, s'usen models matemàtics per a representar nocions subjectives, com  calent / tebi / fred , per a valors concrets que puguin ser manipulades pels ordinadors.
En aquest paradigma, també té un especial valor la variable del temps, ja que els sistemes de control poden necessitar retroalimentar en un espai concret de temps, poden necessitar dades anteriors per fer una avaluació mitjana de la situació en un període anterior ...

## Avantatges i inconvenients
- Com a principal avantatge, cal destacar els excel·lents resultats que ofereix un sistema de control basat en lògica difusa: ofereix sortides d'una forma veloç i precisa, disminuint així les transicions d'estats fonamentals en l'entorn físic que controli. Per exemple, si l'aire condicionat s'encengués en arribar a la temperatura de 30º, i la temperatura actual oscil·la entre els 29º -30º, el nostre sistema d'aire condicionat estaria encenent i apagant contínuament, amb la despesa energètica que això comportaria. Si estigués regulat per lògica difusa, aquests 30º no serien cap llindar, i el sistema de control aprendria a mantenir una temperatura estable sense continus apagats i encesos.

- Com a inconvenient hi ha la possibilitat d'indecisió que deixa, bé per part dels experts o bé per part de la tecnologia (principalment amb xarxes neuronals), de decantar-se cap a reforçar les regles heurístiques inicials en els diferents sistemes de control basats en aquest tipus de lògica.

- Un altre inconvenient és que hi ha un tema que encara no s'ha pogut tancar com és el poder trobar una extensió dels teoremes de Gödel per a la lògica difusa.